# Video Bus Stop
Video Bus Stop is een kunstwerk van Rem Koolhaas op het Emmaplein in Groningen uit 1990. Het paviljoen is ontworpen als onderdeel van de kunstmanifestatie What a Wonderful World, georganiseerd ter ere van het 950-jarig jubileum van de stad Groningen.

## Galerij

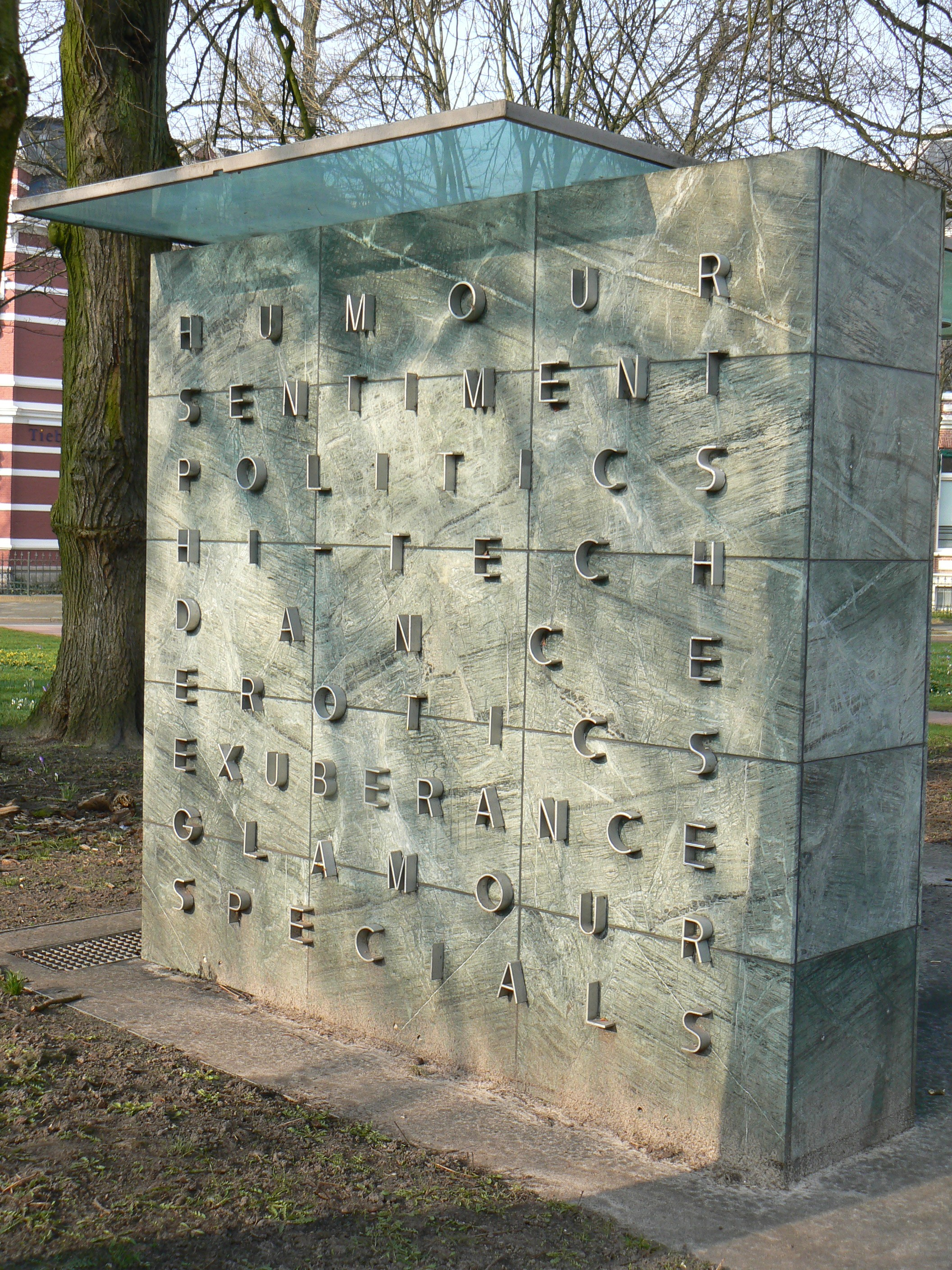
Zijkant van het bushokje
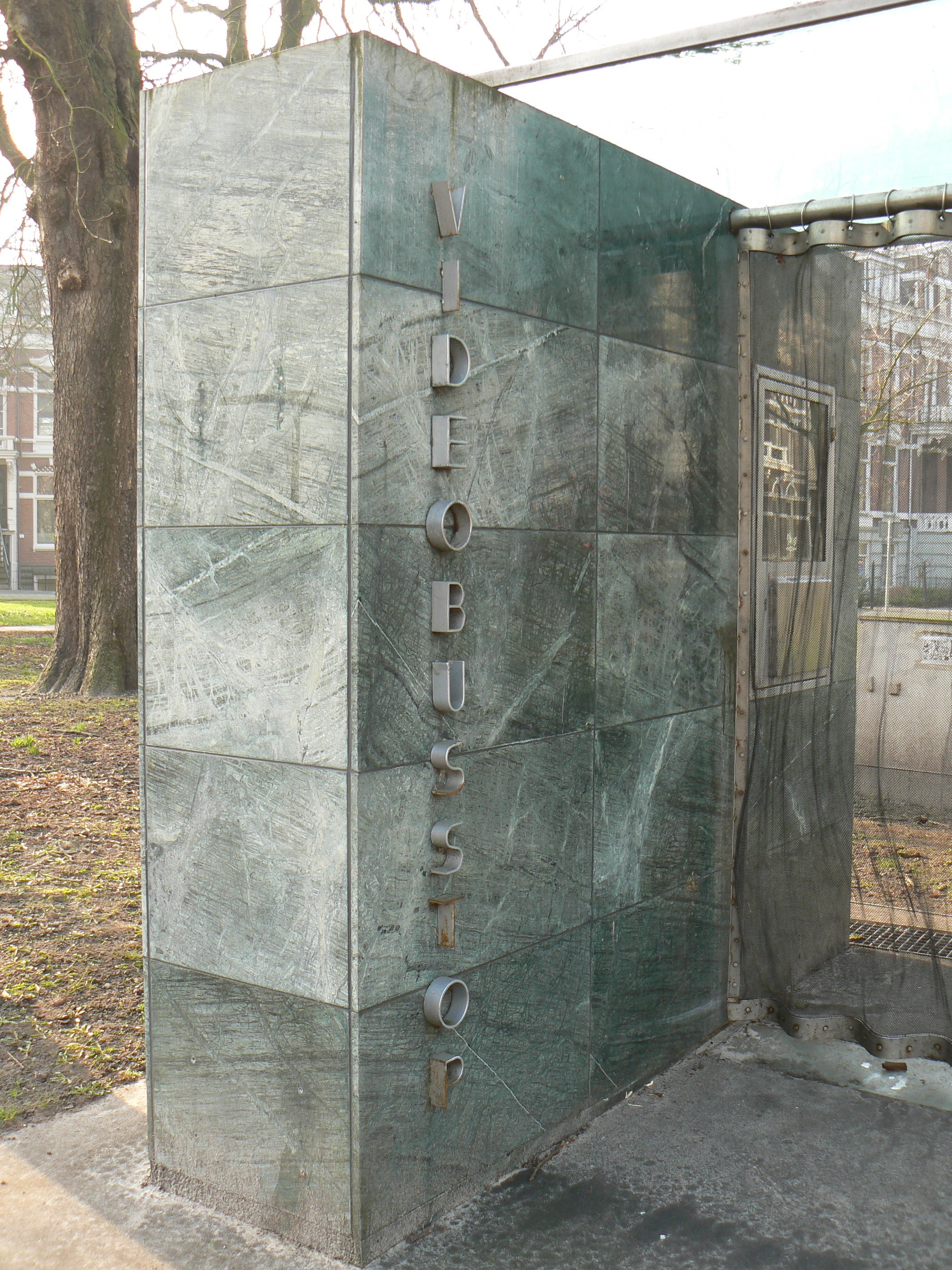
Andere zijde van het gebouwtje
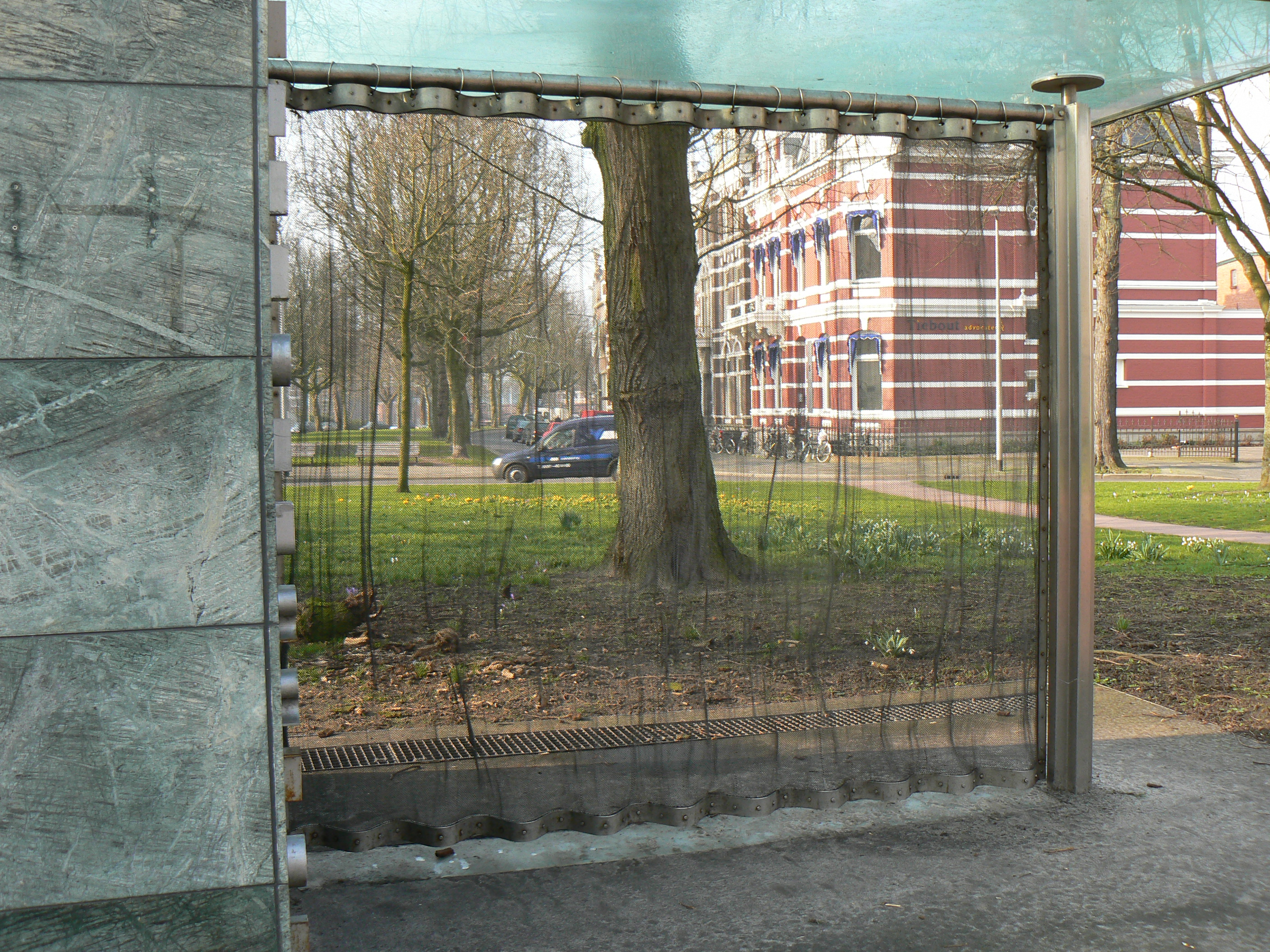
Binnenkant met een gordijn